# 何晏
何 晏（か あん）は、中国後漢末期から三国時代の魏の政治家、学者。字は平叔。祖父は何進。父と子の名は不詳。養父は曹操。彼の伝は「諸夏侯曹伝」の曹真伝付きの曹爽伝にある。

## 生涯

### 曹操の養子
祖父らが十常侍らに殺害されると、生母の尹氏が曹操の妾となったため、その関係で曹操の養子として養育され成長した（後に尹氏は曹矩を産む）。同じく養子として引き取られた秦朗がおとなしい性格であったのに対し、才気煥発であり、太子と同様の身なりをしていたという（『魏略』）。曹操にはその才能を認められ、娘の金郷公主を妻に娶るなど極めて厚遇されたが、曹丕（文帝）には憎まれ、しばらくの間、政界では活躍の場を得られず、曹叡（明帝）の時代にも上辺だけ華やかで内実に乏しい人物として、閑職にとどまっていた。何晏は文学や思想の世界に活躍の場を見出し、多数の作品や著述を残した。

### 権勢の座
曹叡の死後、養子で年少の曹芳（斉王）が即位すると、その後見役として曹爽が政権を握った。曹爽とかねてより親しかった何晏は、散騎常侍・尚書に任命され、一躍政権の中枢に躍り出た。曹爽を唆し、同じ後見役であった司馬懿を遠ざけさせ、吏部尚書として人事の実権を握り、多くの知人を政権に参加させている。同じ尚書であった丁謐や鄧颺は、共に曹爽の取り巻きグループの一人であり、当時の落書で三匹の犬に例えられたという（『魏略』）。彼等は我が儘勝手に振舞う一方で、仲間同士でも人事面で何度か対立していた。このため何晏の推薦した学者仲間の王弼は、丁謐の推す王黎のために曹爽から任用されなかった（鍾会伝の注の引く王弼伝）。

### 失脚
249年、病気と称して引退状態だった司馬懿が、曹爽不在の隙にクーデターを起こした。何晏を含む曹爽派の主だった人物は捕らえられ、処刑された。享年54歳。この曹爽らの破滅は管輅が予言していた（管輅伝）。『魏氏春秋』によると、司馬懿は最初に何晏に曹爽らの裁判を担当させた。何晏が助かりたい一心で曹爽らの裁判を厳しく行なったが、司馬懿は最後に、罪人の中に何晏の名も書き加えるよう言い放ったという。
曹爽らの一派が三族皆殺しとなった一方、何晏の母である尹氏は、当時6歳（または5歳）であった孫の助命を嘆願して許されたという（『魏末伝』）。

## 人物像
- 『論語集解』・『老子道徳論』を編纂し、清談の気風を開いたことでも知られ（正始の音）、これは後世の李白らに大いに影響を与えた。何晏は王弼とともに玄学の創始者とされる。
- 相当なナルシストであったとされる。顔には常に白粉を粉飾し（本当に真っ白な肌だったとも）、手鏡を携帯し、自分の顔を見る度にそれに「うっとり」としていたという。歩く際にも、己の影の形を気にしつつ歩んだと伝えられている。また、夏侯玄や司馬師と親しくし、優れた評価を与える一方で、自分自身のことは神に等しい存在だと準えていたという（『魏氏春秋』）
- 相当な好色漢であったとされる。妻の金郷公主は、杜夫人が産んだ娘で沛穆王の曹林（曹操十男）の同母妹であり、何晏と直接の血縁関係はないのだが、『魏末伝』では「実は尹氏の生んだ何晏の同母妹であった」という説が紹介されている。
- 『世説新語』によると、「五石散」という麻薬を愛用していたとされる。何晏がこの評判を吹聴しており、流行の一助となった。「散歩」の語源は「五石散を服用して歩き回ること」に由来するとの説がある。